# Kościół św. Mikołaja Biskupa w Pieraniu
Kościół świętego Mikołaja Biskupa w Pieraniu – rzymskokatolicki kościół parafialny należący do parafii pod tym samym wezwaniem (dekanat inowrocławski II archidiecezji gnieźnieńskiej).
Jest to zabytek klasy zerowej. Kościół został wzniesiony około 1732 roku z fundacji Umińskich, rodziny Kościelskich, rodu Działyńskich oraz Bractwa Niepokalanego Poczęcia Najświętszej Maryi Panny. Budowla jest jednym z największych drewnianych kościołów w Polsce. Reprezentuje styl barokowy. Jest to trzynawowa pseudobazylika wzniesiona w konstrukcji zrębowej i sumikowo-łątkowej. Składa się z trójbocznego prezbiterium i pary kaplic po bokach korpusu, tworzących coś w rodzaju transeptu. Pod kruchtą przy prezbiterium i pod kaplicą południową znajdują się krypty, natomiast nad nawą główną jest umieszczona sygnaturka. W 1736 roku zostały zbudowane przy elewacji zachodniej dwie wieże, które zostały rozebrane w 1853 roku. Generalny remont kościoła został przeprowadzony w latach 2001–2007. W ołtarzu głównym znajduje się słynący cudami obraz Matki Bożej z Dzieciątkiem (Matki Bożej Pierańskiej), zapewne z 1520 roku, namalowany przez mistrza Bernarda, 3 września 1967 roku, w obecności 10 biskupów i ok. 20 tysięcy wiernych ukoronowany koroną papieską przez kardynała Stefana Wyszyńskiego prymasa Polski. Do cennych zabytków świątyni można zaliczyć: rokokową polichromię z 1754 roku wykonaną przez Jana Jerzego Petriego, ołtarz główny i boczne drewniane z licznymi rzeźbami wykonanymi w latach 1735–1736 (w stylu regencji). W kaplicy bocznej jest umieszczony cudowny obraz Zmartwychwstałego Pana Jezusa, ze śladami od kul szwedzkich oraz ambona w stylu regencyjnym (około 1735–1736), chrzcielnica, powstała w latach 1735–1736, zespół mebli w zakrystii, pochodzących z czasów budowy świątyni, krucyfiksy w stylu barokowym (wykonane w XVIII wieku), organy zbudowane w 1854 roku, srebrne plakietki wotywne w stylu rokokowym (powstałe w 2. połowie XVIII wieku).